# Фомиха (Владимирская область)
Фомиха — село в Камешковском районе Владимирской области России, входит в состав Сергеихинского муниципального образования.

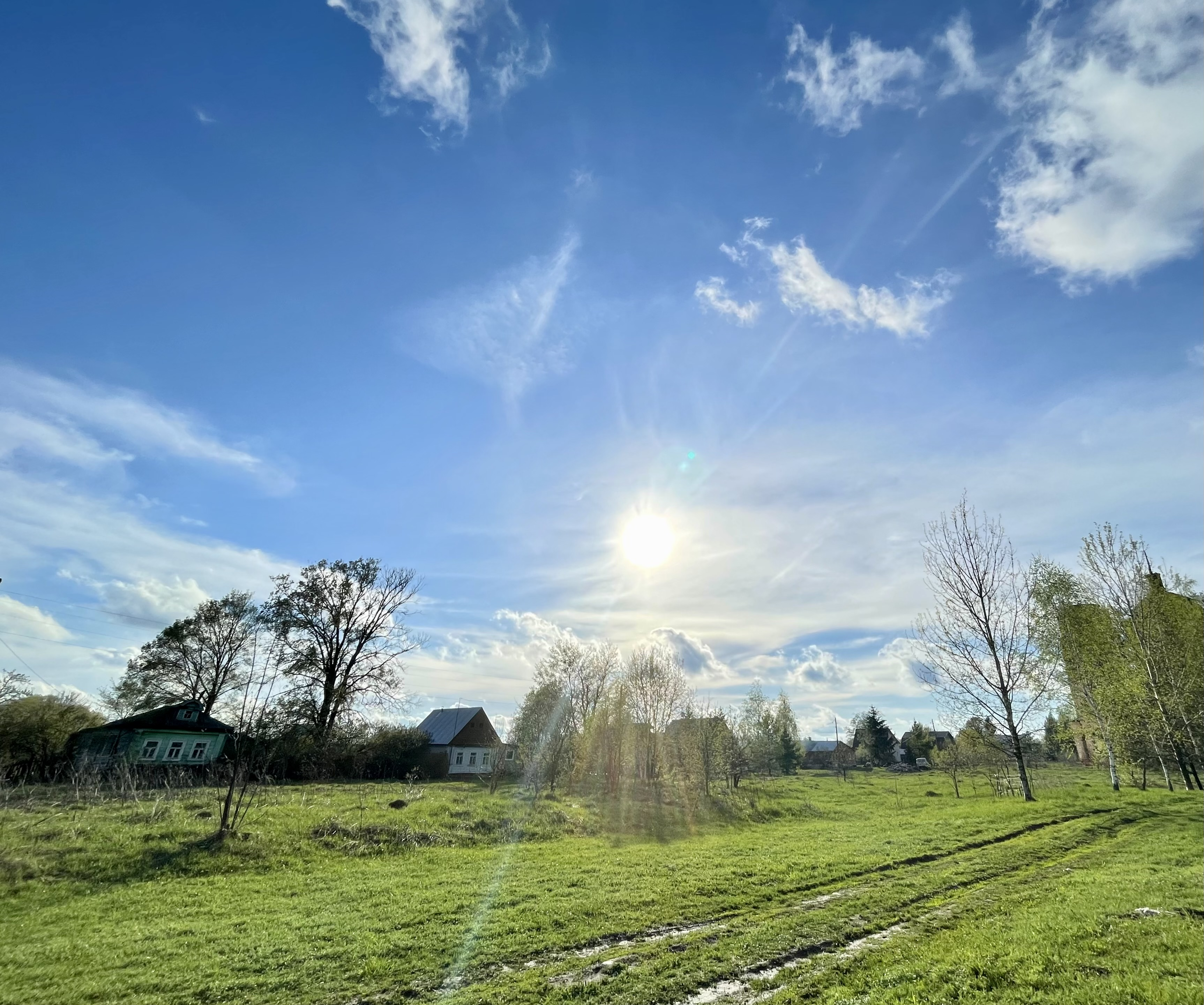
село Фомиха

## География

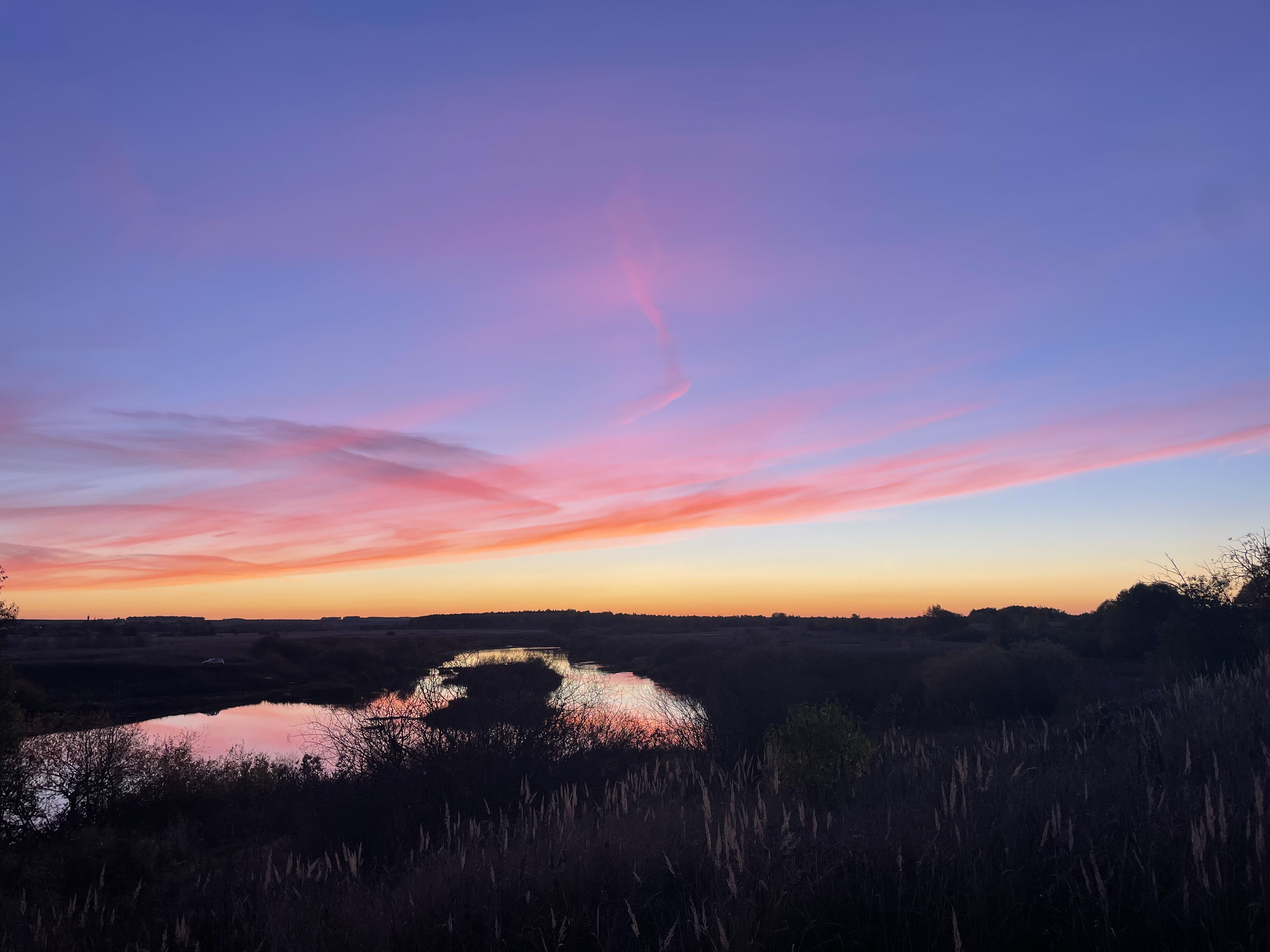
Вид на реку Нерль из села Фомиха

Село расположено на левом берегу реки Нерль в 15 км на юго-запад от центра поселения деревни Сергеиха и в 23 км на запад от райцентра Камешково.

## История
Село Фомиха было вотчиной Спасо-Евфимиева монастыря, но когда и кем пожаловано ему было — неизвестно. В приходнорасходных книгах означенного монастыря 1697 года записано: «с села Фомихи взято с крестьян с 17 вытей с 3 осьмух 17 руб. 12 алтын 3 деньги; платил Еремка Григорьев». Церковь в селе каменная, с таковою же колокольнею и оградою, построена в 1830 году, вместо ветхой деревянной церкви, усердием прихожан. Престолов в ней два: в холодной — главный престол — в честь святой иконы Казанской Божей Матери, в теплой трапезе — в честь Святителя и Чудотворца Николая. В 1896 году приход: село Фомиха и деревни Байково, Глумово, Бураково. Всех дворов в приходе — 251, душ мужского пола 668, женского пола — 769. С 1886 года в селе существовала церковно-приходская школа.
В конце XIX — начале XX века Фомиха — крупное село в составе Быковской волости Суздальского уезда.
С 1929 года село являлось центром Фомихского сельсовета Суздальского района, с 1965 года — входило в состав Коверинского сельсовета Камешковского района.

## Население
| 1859 | 1897 | 1905 | 1926 | 2002 | 2010 | 2021 |
| ---- | ---- | ---- | ---- | ---- | ---- | ---- |
| 611  | ↗881 | ↗950 | ↘928 | ↘10  | ↗14  | ↗65  |

## Достопримечательности
В селе находится недействующая Церковь Казанской иконы Божией Матери (1830).
Установлен памятник уроженцу села Фомиха , лётчику-асу, участнику Великой Отечественной войны, Герою Советского Союза (1943) - Блохину Ивану Ивановичу.
Летом 2020 года в селе был основан ,,Сельский театр драмы и комедии,, 

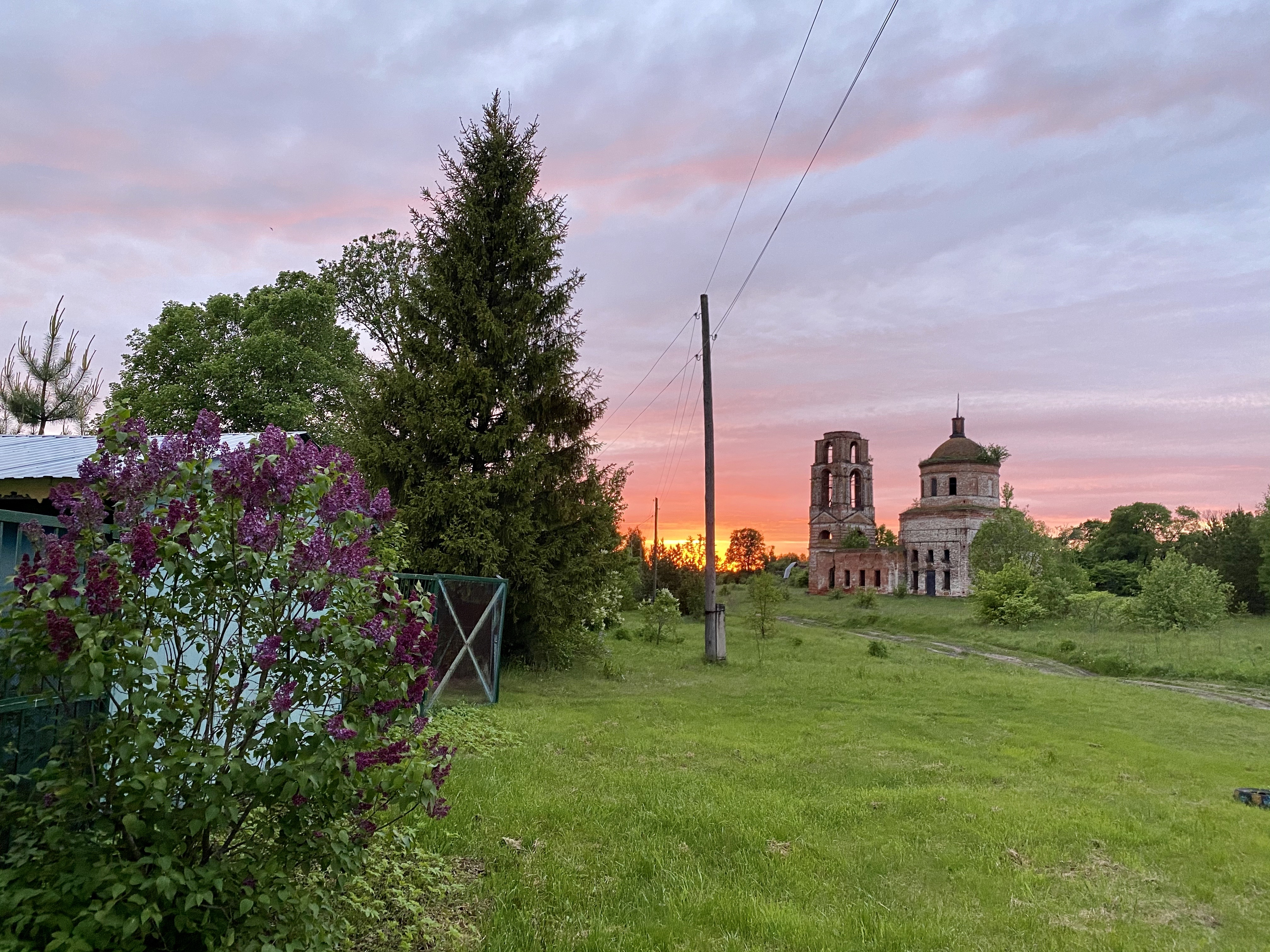
Церковь Казанской иконы Божией Матери